# Jackie Brenston
Jackie Brenston (15 de agosto de 1930 - 15 de dezembro de 1979) foi um cantor e saxofonista norte-americano que gravou com a banda de Ike Turner a primeira versão da música proto-rock and roll "Rocket 88".

## Biografia
Nascido em Clarksdale, Mississipi, retornou à sua terra natal do serviço militar em 1947, aprendeu a tocar saxofone tenor, se juntando a Ike Turner em 1950 como saxofonista e ocasionalmente como cantor. O sucesso local da banda de Ike, "Kings of Rhythm", levou B.B. King a recomendá-los à Sam Philips que era dono de um estúdio em Memphis, Tennessee, onde a banda acabou gravando algum material em março de 1951, incluindo a música "Rocket 88", esta sendo cantada por Brenston sendo também creditada em seu nome a letra.
Sam Philips passou as gravações para a Chess Records em Chicago, que lançou "Rocket 88" como sendo de "Jackie Brenston and his Delta Cats", ao invés de lançar no nome de Ike Turner. A gravação em pouco tempo alcançou o primeiro lugar na parada R&B da Billboard nos EUA e se manteve nesta posição por mais de um mês. Sam Philips mais tarde, afirmou com certeza para auto-promoção, de que esta teria sido a primeira gravação de rock and roll. Sam aproveitou o sucesso da gravação para começar a Sun Records no ano seguinte.
Depois de pouco tempo, Brenston e Turner se separaram, e Brenston se juntou à banda de Lowell Fulson por dois anos. Voltou a tocar na banda de Ike Turner de 1955 a 1962. Apesar de cantar ocasionalmente, Ike aparentemente o impedia de cantar "Rocket 88".
Jackie Brenston se tornou alcoólatra e continuou tocando em bandas locais. Depois de uma sessão final de gravações com Earl Hooker, em 1963, trabalhou como motorista de caminhão até sua morte em 1979, vítima de uma ataque cardíaco em Memphis.